# Songchai Thongcham
Songchai Thongcham (thailändisch ทรงชัย ทองฉ่ำ, * 9. Juni 2001 in Chonburi) ist ein thailändischer Fußballspieler.

## Karriere

### Verein
Songchai Thongcham erlernte das Fußballspielen in der Jugendmannschaft des Chonburi FC. Der Verein aus Chonburi spielte in der höchsten Liga des Landes, der Thai League. Hier unterschrieb er am 1. Juli 2020 auch seinen ersten Profivertrag. Sein Debüt gab der Innenverteidiger in der ersten Liga am 20. September 2020 im Auswärtsspiel gegen den PT Prachuap FC. Hier stand er in der Anfangsformation und spielte die kompletten neunzig Minuten. Am Ende der Saison 2023/24 belegte er mit Chonburi den 14. Tabellenplatz und musste somit in die zweite Liga absteigen. Am Ende der Saison 2024/25 feierte er mit Chonburi die Zweitligameisterschaft sowie den Aufstieg in die erste Liga.

### Nationalmannschaft
Songchai Thongcham spielte 2020 dreimal in der thailändischen U19-Nationalmannschaft.

## Erfolge
Chonburi FC
- Thailändischer Zweitligameister: 2024/25  ▲